# Johann Wilhelm Meigen
Johann Wilhelm Meigen, född 3 maj 1764 i Solingen, död 11 juli 1845 i Stolberg, var en tysk entomolog. Han intresserade sig särskilt för myggor.